# Santiago

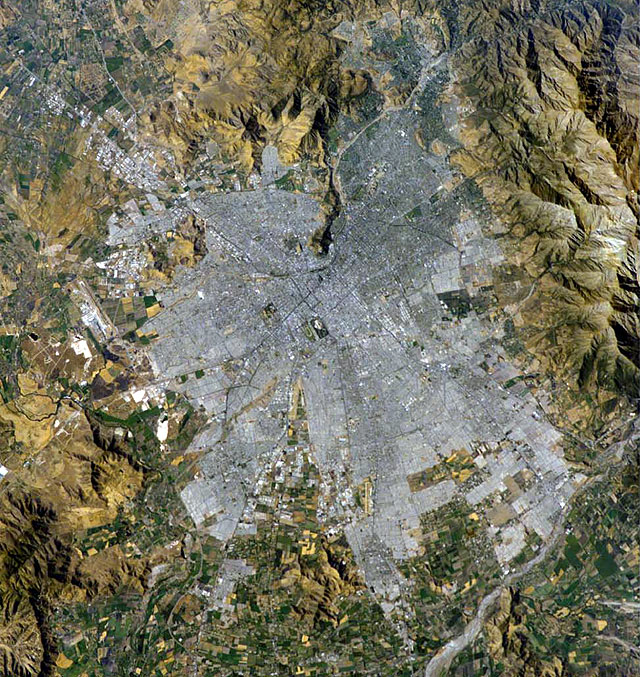
Santiago – zdjęcie satelitarne

Podział administracyjny Santiago

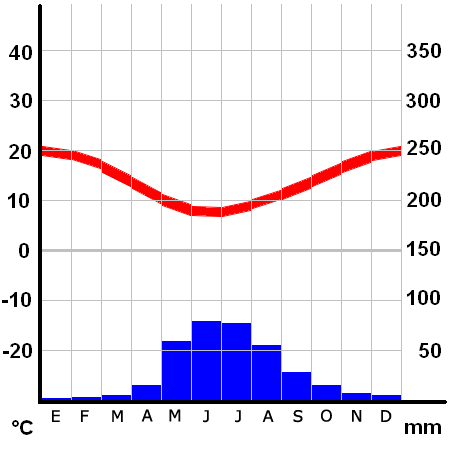
Klimatogram Santiago

Santiago (potocznie Santiago de Chile) – stolica Chile położona w środkowej części kraju, na przedgórzu andyjskim nad rzeką Mapocho, administracyjnie należąca do regionu Metropolitana. Santiago jest największym miastem kraju, mieszka tam jedna trzecia ludności państwa, około 6,76 mln mieszkańców (według danych z 2020 roku).

## Historia
Oficjalne powstanie miasta datuje się na 12 lutego 1541 roku. Hiszpański konkwistador Pedro de Valdivia podczas ceremonii odbywającej się na wzgórzu Huelén (później wzgórze przemianowano na Santa Lucía), nadał miastu nazwę Santiago del Nuevo Extremo. Valdivia wybrał lokację miasta według wskazówek kochanki – Inés Suárez – z powodu umiarkowanego klimatu regionu oraz ze względu na dobre położenie taktyczne. Rzeka Mapocho opływa region z dwóch stron, tworząc wyspę na której zbudowane zostało Santiago.
Pierwsze budynki powstały z pomocą Indian szczepu Picunche. Południowe koryto rzeki Mapocho został zasypane i przekształcone w promenadę, nazwaną Alameda (dzisiaj Alameda Libertador Bernardo O’Higgins). Miasto zostało nieznacznie zniszczone w czasie wojny o niepodległość (1810-1818), w bitwie przy rzece Maipú. Walki odbywały się w południowo-zachodniej części miasta. Po zakończeniu wojny w 1818 Santiago zostało stolicą kraju.
W XIX wieku Santiago pozostawało małym miastem z nieliczną zabudową, kościołami, budynkami użyteczności publicznej. Jedynym znaczącym budynkiem w tym okresie była chilijska mennica Palacio de La Moneda. W latach 80. XIX wieku dzięki rozwojowi wydobycia saletry w północnych regionach Chile doszło do szybkiego rozwoju kraju. Stolica w tym okresie zaczęła się gwałtownie rozwijać. W setną rocznicę ogłoszenia niepodległości powstało wiele znaczących budowli, takich jak Biblioteka Narodowa czy Muzeum Sztuk Pięknych. Santiago przekształciło się w nowoczesne miasto w latach 30. XX wieku, wraz z powstaniem Barrio Cívico w pobliżu El Palacio de La Moneda. W latach tych rozpoczęła się migracja ludności z północy i południa do stolicy kraju. W 1985 doszło do trzęsienia ziemi i zniszczenia niektórych znaczących budynków w południowej części miasta.
Obecnie Santiago pozostaje najważniejszym ośrodkiem gospodarczym, finansowym i kulturalnym kraju, a także Ameryki Południowej. Jest również znanym ośrodkiem turystycznym.

## Klimat
Santiago ma łagodny, śródziemnomorski klimat, relatywnie gorące i suche lato (od listopada do marca) z temperaturami osiągającymi 30 stopni Celsjusza w najgorętsze dni. Zimy (od czerwca do sierpnia) są bardziej wilgotne, średnia temperatura wynosi 12 stopni Celsjusza, a najniższa w tym okresie parę stopni powyżej zera. Średni opad deszczu wynosi 360 mm na rok.

## Transport

### Transport lotniczy
- Międzynarodowy port lotniczy Aeropuerto Internacional Comodoro Arturo Merino Benítez

### Morski
Transport morski realizowany jest za pośrednictwem portu w Valparaiso (ok. 150 km od stolicy).

### Transport miejski
Transport miejski zapewniają: system komunikacji autobusowej oraz rozbudowana sieć metra, licząca 6 linii (i jedno odgałęzienie).

## Kultura i edukacja

### Uniwersytety

#### Publiczne
- Pontificia Universidad Católica de Chile (PUC)
- Universidad de Chile (U, UCh)
- Universidad de Santiago de Chile (USACH)
- Universidad Metropolitana de Ciencias de la Educación (UMCE)
- Universidad Tecnológica Metropolitana (UTEM)

#### Prywatne
- Universidad Academia de Humanismo Cristiano
- Universidad Adolfo Ibáñez (UAI)
- Universidad Alberto Hurtado
- Universidad Bernardo O’Higgins
- Universidad Bolivariana
- Universidad Católica Silva Henríquez
- Universidad Central
- Universidad de Arte y Ciencias Sociales (ARCIS)
- Universidad de Artes, Ciencias y Comunicación (UNIACC)
- Universidad del Alba
- Universidad Ciencias de la Informática
- Universidad de Las Américas
- Universidad de Los Andes
- Universidad del Desarrollo
- Universidad del Pacífico
- Universidad Diego Portales
- Universidad Europea de Negocios
- Universidad Finis Terrae
- Universidad Gabriela Mistral
- Universidad Iberoamericana de Ciencias y Tecnología
- Universidad La República
- Universidad Mayor
- Universidad Miguel de Cervantes
- Universidad Nacional Andrés Bello
- Universidad Santo Tomás
- Universidad Tecnológica Vicente Pérez Rosales

## Sport
W Santiago istnieje kilkanaście klubów piłkarskich, z czego najważniejszymi są: Universidad de Chile oraz CD Universidad Católica. W 2000 roku miasto gościło uczestników mistrzostw świata juniorów w lekkoatletyce, a w 1962 roku było miastem-gospodarzem mistrzostw świata w piłce nożnej w Chile, gdzie w finale na Estadio Nacional Brazylia pokonała Czechosłowację 3:1.

## Muzyka
W Santiago znajdują się dwie orkiestry symfoniczne:
- Orquesta Filarmónica de Santiago, występująca w Teatro Municipal
- Orquesta Sinfónica de Chile, przy Universidad de Chile

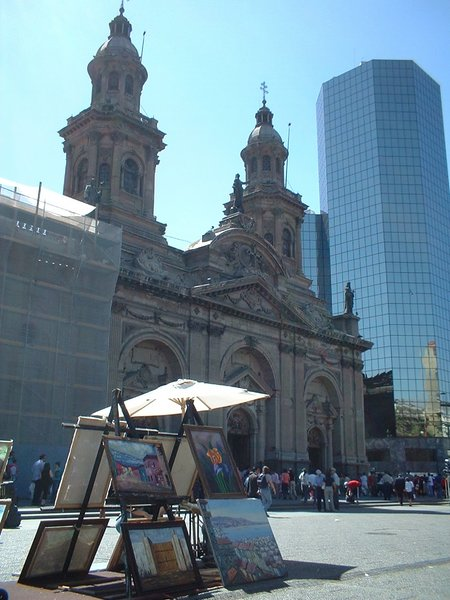
Katedra

## Zabytki i atrakcje turystyczne
- katedra
- zabytkowe kościoły
- ratusz
- pałac arcybiskupi
- Cmentarz Generalny w Santiago
- pałac prezydencki
- Meczet As-Salam
- muzea
  - Narodowe Muzeum Historyczne (Museo Histórico Nacional) – sztuka prekolumbijska
  - Muzeum Ludów Amerykańskich (sztuka i chilijskie rękodzieło ludowe)
  - Museo Arqueológico de Santiago
  - Museo de Santiago Casa Colorada
  - Museo Catedral Metropolitana
  - Museo Colonial San Francisco
  - Museo Chileno de Arte Precolombino
  - Museo Nacional de Bellas Artes
  - Museo de Arte Contemporáneo
  - Museo Interactivo Mirador
  - Museo Artequín
  - Museo de Ciencia y Tecnología
  - Museo Ferroviario
  - Museo de la Solidaridad "Salvador Allende"
  - Palacio Cousiño

## Urodzeni w Santiago
- Fernanda Brito – chilijska tenisistka
- Andrea Koch-Benvenuto – chilijska tenisistka
- Anita Lizana – chilijska tenisistka
- Daniela Seguel – chilijska tenisistka
- Pedro Pascal – chilijski aktor
- Sebastián Piñera – dwukrotny prezydent Chile

## Miasta partnerskie
- Meksyk, Meksyk
- Guayaquil, Ekwador
- Kijów, Ukraina
- Miami, USA
- Madryt, Hiszpania
- Ryga, Łotwa
- Buenos Aires, Argentyna
- São Paulo, Brazylia
- Ankara, Turcja
- Ateny, Grecja
- Hefei, Chińska Republika Ludowa
- Langreo, Hiszpania
- Manila, Filipiny
- Minneapolis, Stany Zjednoczone
- Montreal, Kanada
- Paryż, Francja
- Pekin, Chińska Republika Ludowa
- Plasencia, Hiszpania
- Quito, Ekwador
- Querétaro, Meksyk
- Tunis, Tunezja